# Nacina Ves
Nacina Ves (Hongaars: Nátafalva) is een Slowaakse gemeente in de regio Košice, en maakt deel uit van het district Michalovce.
Nacina Ves telt 1.775 inwoners.